# Angelico Lazzeri
Angelico Lazzeri OFM (ur. 7 kwietnia 1906 w Bibbienie, zm. 7 stycznia 1998 w Fiesole) – włoski franciszkanin, kapłan, Kustosz Ziemi Świętej w latach 1955-1957, wikariusz generalny zakonu (1967-1973).

## Życiorys
Angelico Lazzeri urodził się 7 kwietnia 1906 w Bibbienie w prowincji Arezzo, w rodzinie Angelo i Margherity zd. Micheli. W 1919 wstąpił do Kolegium Serafickiego w Giaccherino. Nowicjat rozpoczął 23 sierpnia 1921 w Fucecchio w toskańskiej Prowincji Stygmatów św. Franciszka Zakonu Braci Mniejszych. Tam też złożył pierwsze śluby zakonne 24 sierpnia 1922. Studia filozoficzno-teologiczne, przygotowujące do przyjęcia sakramentu kapłaństwa, odbył kolejno w Lukkce, Sienie i w Colleviti. Został wyświęcony 28 lipca 1929. W latach 1929–1932 studiował teologię na rzymskim Antonianum, otrzymując tytuł lektora generalnego teologii. Następnie wykładał w Sienie teologię dogmatyczną i patrologię. Pracował też w duszpasterstwie parafialnym. W 1949 mianowano go ministrem prowincjalnym. Urząd ten pełnił do 1952. W międzyczasie wizytował w imieniu generała zakonu Kustodię Górnego Egiptu w 1950.
W 1955 o. Lazzeri został wybrany Kustoszem Ziemi Świętej. Oficjalny ingres do bazyliki Bożego Grobu odbył się 8 grudnia 1955. Zainicjował wydawanie wewnętrznego periodyku informacyjnego dla braci z Kustodii, w ten sposób powstały "Acta Custodiae Terrae Sanctae". Do głównych przedsięwzięć jego mandatu należały starania o podjęcie prac restauracyjnych w bazylice Bożego Grobu w Jerozolimie oraz zabiegi o odbudowę bazyliki Zwiastowania w Nazarecie. Była to kontynuacja polityki prowadzonej przez jego poprzednika kustosza Giacinto Faccio. Za czasów urzędowania o. Lazzeriego klasztory Ziemi Świętej odwiedził minister generalny Augustin-Joseph Sépinski. Wizyta odbyła się w dniach 10-20 sierpnia 1956.
Podczas kapituły generalnej w 1957 o. Lazzeri został wybrany prokuratorem generalnym Zakonu Braci Mniejszych, odpowiedzialnym za sprawy ekonomiczne. Urząd ten pełnił do 1973. W latach 1967–1973 był również wikariuszem generalnym. W 1973 powrócił do prowincji macierzystej. W 1982 wybrano go gwardianem klasztoru w Sienie. W 1997 przeniesiony został do Fiesole, gdzie zmarł 7 stycznia 1998. Pogrzeb odbył się w Sienie. W egzekwiach wziął udział minister generalny Giacomo Bini oraz kard. Achille Silvestrini, prefekt Kongregacji ds. Kościołów Wschodnich. O. Lazzeri spoczął na cmentarzu zakonnym w Sienie.

## Odznaczenia
- Komandor Orderu Zasługi Republiki Włoskiej (1958)